# Słup dębnicki
Słup dębnicki – kapliczka słupowa w stylu barokowym zlokalizowana w Krakowie na pograniczu dawnych osad Dębniki i Ludwinów. Kapliczka została wzniesiona z cegły pochodzącej prawdopodobnie z przełomu XVII/XVIII wieku, choć niektóre źródła szacują datę jej budowy na XVI lub początki XVII wieku. Pierwotnie pełniła funkcję latarni umarłych. Na noc zapalano latarnię wyciąganą na sznurze. We wnęce umieszczono później figurkę Chrystusa Frasobliwego.

## Lokalizacja
Kapliczkę zbudowano prawdopodobnie jako latarnię umarłych na cmentarzu cholerycznym leżącym przy trakcie wiodącym z Kazimierza do Tyńca, czyli w rejonie obecnego skrzyżowania ulic Twardowskiego i Bułhaka. W 2008 roku kapliczka została przeniesiona w stronę ul. Marii Konopnickiej. Przeprowadzane w 2008 i 2009 roku prace archeologiczne wykazały istnienie w tym miejscu w przeszłości cmentarza parafialnego ulokowanego wokół budowli sakralnej (prawdopodobnie dzwonnicy). Kapliczka ulokowana była w centralnej części fundamentów dzwonnicy po jej rozebraniu. Prawdopodobnie cmentarz powiązany był z parafią św. Michała Archanioła na Skałce.

## Historia
Słup dębnicki powstał w XVI w. lub na początku XVII w. Według Władysława Łukasiewicza pierwotnie był on pierwszą w linii latarnią umarłych, które prowadziły do opactwa tynieckiego. Pozostałości tej linii latarń dochowały się w postaci słupów w krakowskich Pychowicach, Kostrzu, Skotnikach i w samym Tyńcu.
Nie ma określonej dokładnie daty, kiedy do słupa wstawiono figurę Chrystusa i zmieniła się funkcja z latarni na kapliczkę. Pewne jest natomiast, że do 1904 wnęki słupa były ozdobione pochodzącymi prawdopodobnie z XVI wieku taflami majolikowymi przedstawiającymi scenę Męki Pańskiej. W roku tym zostały one usunięte w trakcie restauracji i wyrzucone. Uratował je hr. Edward Starzeński, który następnie przekazał je do Muzeum Narodowego w Krakowie. Podobnymi majolikami zdobiony był również słup w Batowicach. 
Ze słupem związana jest legenda, według której tu miał dokonać przeglądu wojsk król Sobieski. W innej wersji legendy mowa jest o usytuowaniu kapliczki na mogile poległych w jednej z walk o Kraków.
Kapliczka została gruntownie wyremontowana w 2009.